# Nymphorgerius ivanovi
Nymphorgerius ivanovi är en insektsart som beskrevs av Kusnezov 1928. Nymphorgerius ivanovi ingår i släktet Nymphorgerius och familjen Dictyopharidae. Inga underarter finns listade i Catalogue of Life.